# انتباذ بطاني رحمي جلدي
الانتباذ البطاني الرحمي الجلدي هو حالةُ طبية تتميز بظهور حطاطاتٍ بُنية اللون في السرة أو في الندبات أسفل البطن بعد جراحة أمراض النساء، خصوصًا عند النساء في منتصف العمر. :628